# Grevillea capitellata
Grevillea capitellata är en tvåhjärtbladig växtart som beskrevs av Meissn.. Grevillea capitellata ingår i släktet Grevillea och familjen Proteaceae. Inga underarter finns listade i Catalogue of Life.